# Feistritztal
Feistritztal est une commune autrichienne du district de Hartberg-Fürstenfeld, en Styrie. Elle a été créée le 1er janvier 2015 à la suite de la fusion des communes de Blaindorf, Kaibing, Sankt Johann bei Herberstein, Siegersdorf bei Herberstein et Hirnsdorf.